# Fuente Carreteros
Fuente Carreteros ist eine Gemeinde mit 1.067 Einwohnern (Stand: 2024) in der Provinz Córdoba in Andalusien.

## Geographie
Sie liegt im Westen der Provinz, am Fluss Genil. Sie grenzt an die Gemeinden Fuente Palmera und Palma del Río in der Provinz Córdoba und Écija in der Provinz Sevilla. Außerdem gehört sie Cmarca Valle Medio del Guadalquivir und zur Mancomunidad de la Vega del Guadalquivir im Umland von Córdoba. Sie grenzt im Süden an die Gemeinde Ecija und damit an die Provinz Sevilla, so dass die Provinzgrenze nur wenige Meter vom Dorf entfernt verläuft.